# Nội dung cấu trúc
Nội dung cấu trúc là thông tin hoặc nội dung được tách rời và phân loại sử dụng  siêu dữ liệu. Nội dung cấu trúc thường chứa thông tin được phân loại bằng cách dùng XML , nhưng có thể liên hệ với thông tin được phân loại dùng các tiêu chuẩn hoặc các dạng siêu dữ liệu độc quyền.